# サイコミュ
サイコミュ (Psycommu) は、アニメ作品『ガンダムシリーズ』のうち、宇宙世紀を舞台にした作品群に登場する架空の制御機構の名称。ニュータイプ（以下、NT）の発する特殊な脳波である「感応波（サイコ・ウェーブ）」を利用し、機体内外の装置の制御を行うシステムのことである。

## 概要
正式名称はサイコ・コミュニケーター (Psyco Communicator) 。サイコミュとは、サイコ・コミュニケーションシステムの略称である。ミノフスキー粒子の震動を受信、増幅し、NTの意志をそのまま機械に伝える、脳波コントロール・システム。または、脳波を増幅して発信する装置やNTの脳から検出される感応波をコンピュータ言語に翻訳する脳波制御システムなどと言われる。一年戦争時、ジオン公国のフラナガン博士が指揮を執るフラナガン機関において、ミノフスキー粒子の干渉を受けない兵器の誘導用の通信方法として思考波による通信（サイコ・コミュニケーション）の概念が提示され、開発が進められた。サイコミュの原型は、ジオン軍のエルメス・タイプから現れ、このようなサイコ・タイプのモビルスーツ（以下、MS）が出現した頃から、サイコミュの技術は多少知られるようになっていった。本装置を操作するためには、パイロットに高いNT能力が求められる。開発された当初は、パイロットへの負担が大きく、ガンダムタイプのMSへ積極的に採用されるのは、U.C.0093のνガンダムまで持ち越される。

## 原理
ミノフスキー粒子が散布された空間において、電子通信に起こる一定の規則性を持った変調を利用した、ミノフスキー粒子を媒体にする（と考えられる）通信。技術的には、被験者の感応波を増幅してコンピュータ言語に翻訳することにより、通信が可能となっている。ただし、通信のソースとなる信号は“思考波”である必要があることから、会話を成立させるのは困難であり、“意志”および“知覚”を伝播する機能に限定される（メカニズム的に、思考波が空間を伝播するのか、装置間の共鳴作用なのかは解明されていない）。サイコミュは、戦場でより突出して発現する人の意識によって作動する。感知した意思を増幅して発振させ、ミノフスキー粒子下であっても、電波で誘導するようにミサイルを誘導する。

## 機能
サイコミュ兵器の制御
ビットやファンネルなど、複数の攻撃端末を遠隔で操作し、離れた複数の敵に攻撃が可能となる。また、近接戦闘においても敵の背後など想定外の方向からのオールレンジ攻撃が可能となる。
サイコミュにより、攻撃端末の照準調整やトリガー操作など、フィードバックを含む相互通信が可能となる。つまりパイロットは、端末が捕らえた情報を、自分の知覚として捕らえることが可能となる。
気や意志の感知
サイコミュを通してパイロットは、気や人の意志を知覚できる。
ザンネックに乗っていたファラ・グリフォンは、身体に付けた鈴をコネクターにして、サイコミュで感知した“気”を知覚域に繋げている。
反応速度・動作の円滑性の向上
サイコミュは操縦者の意志をダイレクトにマシンに伝達することにより、機体の反応速度と動作の円滑性に飛躍的な向上をもたらす。
共振現象
サイコミュは、サイコミュ同士、または感応波などに共振する事象が見られる。
クェス・パラヤは、α・アジールのサイコミュがνガンダムのサイコミュに引っ張られることを利用し、追撃を試みている。
ザンネックのサイコミュがエンジェル・ハイロゥの波動と共振し、ファラが消極的になっていると考えられている。
意志の強化
サイコミュはパイロットの意志を強化する。その影響が大きいため、サイコミュ開発はその都度中止され、対応するために意志強化を施されたパイロット「強化人間」が養成されたこともある。
洗脳効果
サイコミュには、他者の思考を自分の物にする機能がある。
サイコミュ要塞であるエンジェル・ハイロゥは、増幅されたサイコ・ウェーブを放射して平和の祈願を人々に強制することにより、人々に催眠効果を発揮している。
発光現象
サイコミュの延長線上にある装置のバイオセンサーやサイコ・フレームなどを搭載した機体から発光現象が確認されている。
構造体に軽量複合材が使用されているエンジェル・ハイロゥは、発光するような性能など無いにもかかわらず、シャクティ・カリンとサイキッカー数万人たちの思念を共振させると、リング部分が黄金の光と青白い光を強く出す。
その他
サイコミュは、一種のエネルギー体である死者の魂を集め、物理的なエネルギーに転換してMSに作用させる“のではないか？”、という仮説が立てられている。

## 欠陥
常人が使用時に生理的な強迫観念に襲われる
サイコミュの最も大きな欠陥は、普通の人がサイコミュを使用した場合、生理的な強迫観念に捕らわれて自滅してしまうことである。
平時の人間の意思を拾えない
サイコミュは、平時の人間の意思を拾うことはできない。
使用にはNT能力が不可欠
特別な能力を持っていないと、サイコミュは使用できない。また、敵の意思を読む、自分の意思を敵に投影して混乱させるというレベルの芸当は、アムロ・レイのようなNTといった人々でなければ不可能である。

## サイコミュの発展
一年戦争期
宇宙世紀0079年の時点ではサイコミュ・システムは大型化せざるを得なく、ジオン公国が先んじて開発したNT専用機であるモビルアーマー (MA) ブラウ・ブロやエルメスは大型のものとなっており、モビルスーツ (MS) であるジオングも通常MSの倍近い大きさである。
ブラウ・ブロやジオングは攻撃端末を有線操作しているために運用範囲が限られるのに対し、エルメスはミノフスキー通信による無線操作で本体を敵に探知されない遠方からの攻撃を可能にしている。ただし、疲労や頭痛が発生するといったNTパイロット側の負担があり、運用範囲は縮小される。
サイコミュ技術の隠蔽
一年戦争後すぐに設立された連邦軍のムラサメ、オガースタの両ニュータイプ研究所（以下、ニタ研）で、ジオン公国軍のフラナガン機関の資料を元にして、サイコミュの研究が続けられていた。しかし、サイコミュはMSやMAのマン・マシーン・インターフェイスとして理想的な機能をもつものの、パイロットに対する負担が大きいという致命的な欠陥を抱えており、サイコミュ周辺技術は連邦軍によって隠蔽される。最高度の軍事機密として扱われていることから、軍需産業といえど容易に技術を入手できず、民間の企業では公に開発することが不可能となっている。
サイコミュ技術の流出
サイコミュの開発に従事した技術者を完璧に追跡することは難しく、連邦軍が運営するニタ研などの施設から情報が漏洩し、アナハイム・エレクトロニクス（以下、AE社）をはじめとしたいくつかの民間企業に流出され、サイコミュの概念や基本的な機能はかなり広く知られるところとなった。これは連邦軍が意図的にリークした情報かも知れないと言われている。
グリプス戦役期
アニメ『機動戦士Ζガンダム』の舞台となった宇宙世紀0087年では、アクシズがサイコミュシステムの小型化に成功し、機体サイズをキュベレイの大きさにまで収めることに成功している。また、Zガンダム、ジ・オといった機体は準サイコミュに属するバイオセンサーを搭載している。ムラサメ研究所では、ジオングの開発資料を元にしてサイコガンダムが完成され、その改良型であるサイコガンダムMk-IIも製造されている。しかし、それらに搭載されたサイコミュは未完成で、多くのパイロットの精神を破壊している。
ペズンの反乱
小説『ガンダム・センチネル』の舞台となった宇宙世紀0088年では、インコムなどの人工的サイコミュ技術の発展もあり、Sガンダムに搭載された画期的なコンピューター「ALICE（発展型論理・非論理認識装置）」は継続しての開発は見送られる。オーガスタ研究所でサイコガンダムの小型版として開発されたガンダムMk-Vは準サイコミュを搭載し、NT能力のないパイロットでも操作できるインコムを装備している。この技術はニューディサイズの敗北と共にネオ・ジオンへ流出し、ドーベン・ウルフの原形となる。
第一次ネオ・ジオン抗争期
アニメ『機動戦士ガンダムΖΖ』の舞台となった宇宙世紀0088年では、ネオ・ジオンがグリプス戦争の際に宇宙を漂流していたサイコガンダムMk-IIを回収することにより、連邦軍の技術を吸収してサイコミュを発展させている。サイコミュを搭載したゲーマルクの操縦には高いNT能力が必要とされるが、キュベレイよりは扱いやすいとされる。ドーベン・ウルフはNT能力が低いパイロットでもサイコミュが使用できるように工夫されており、インコムや有線制御式メガ・アーム（指揮官機のハンドビームはレーザー誘導式）はパイロットの感応波を利用したミノフスキー通信を使用せず、有線制御式となっている。ΖΖガンダムやザクIII改はバイオセンサーを搭載している。
第二次ネオ・ジオン抗争期
アニメ『機動戦士ガンダム 逆襲のシャア』の舞台となった宇宙世紀0093年では、サイコミュとサイコフレームを併用することにより、一般的なパイロットであってもミサイルであるファンネルを脳波誘導することが想定されている。アムロ・レイのようなNTがこれらを使えば、敵のパイロットの意思まで読み取れるのではないかとも期待されている。戦場では、サイコミュとサイコフレームを搭載したνガンダムやサザビーといった機体が登場している。
ラプラス事変
アニメ『機動戦士ガンダムUC』の舞台となった宇宙世紀0096年では、新型のサイコフレームの開発により、フル・サイコフレームのユニコーンガンダムが登場し、実戦に投入されている。袖付きは、旧式のサイコフレームを使用しているクシャトリヤ、ユニコーンガンダムのプロトタイプでフル・サイコフレームのシナンジュを運用している。
コスモ・バビロニア建国戦争期
アニメ『機動戦士ガンダムF91』の舞台となった宇宙世紀0123年では、ガンダムF91にサイコミュ、サイコフレーム、バイオコンピュータ、バイオセンサーが搭載されている。ラフレシアには、ネオ・サイコミュが搭載されている。
ザンスカール戦争期
アニメ『機動戦士Vガンダム』の舞台となった宇宙世紀0153年では、サイコミュがNTという特殊能力者に依存するシステムであることや、バイオコンピュータの発達などによって兵器としての有用性を徐々に失っていった結果、この時代では機動兵器に搭載されることが稀になっている。
コンティオのショットクローのような有線式の攻撃端末、ザンネックが乗っているザンネックベース、ゲンガオゾのヴァリアブル・ビーム・ランチャーはサイコミュ兵器のような動作をしており、サイコミュの存在を示唆してはいないが、かつて簡易サイコミュとして採用されたインコム並のインターフェィスの介在が考えられるとされる。また、ザンネックは鈴を媒体としたサイコミュの搭載が明記されており、常にパイロットの士気を高められるとともに、特殊センサーとしてミノフスキー粒子散布環境下における超長距離砲撃能力を獲得している。
この時代のサイコミュ研究施設は、ザンスカール帝国のスーパーサイコ研究所があり、大衆洗脳プログラムの開発と並行して、サイコミュの開発や強化人間の養成も行われている。また、ザンスカールは木星船団と協力して、巨大サイコミュ兵器エンジェル・ハイロゥを開発している。
マハの反乱期
小説『ガイア・ギア』の舞台となった宇宙世紀0200年台では、サイコミュはガイア・ギアαやブロン・テクスターなど一部のマン・マシーンに搭載されている。アフランシ・シャアやウル・ウリアンなど劇中でNTと評価される人物が使用し、自己の脳波と五感を拡大させている。この時代のサイコミュは技術が進歩したためか、使用してもパイロットの脳に影響はない。アフランシが搭乗した場合と違い、ケラン・ミードがガイア・ギアに乗り込んだ際にはサイコミュの反応がなかったことから、オールドタイプがサイコミュを使用することは不可能とされている。
ラジオドラマ版では宇宙世紀0203年を舞台にしていると明言されている。原作同様にサイコミュ技術は大きく発展しており、技術的にはオールドタイプの使用者であってもサイコミュは機能を発揮する。NTパイロットが使用した場合に比べれば効果が劣るものの、NT同様の精神感応を行ったり、ファンネルなどのサイコミュ兵器をコントロールすることができる。ただし代償として精神や肉体（特に脳）に甚大な負担がかかるため、繰り返し使用すると最悪の場合は廃人と化す可能性もある。劇中のウル・ウリアンが、適正のないまま強引にサイコミュを使用してアフランシに挑んだ。

## 準サイコミュ
サイコミュ制御による兵器体系を、システムとの親和性の低い一般パイロットにも操作可能とするシステム、また概念そのものを準サイコミュと呼ぶ。パイロットの脳波を繰り返しサンプリングすることで、特定コマンドのリアルタイム入力が可能となり、機体操作に伴うタイムラグが大幅に短縮される。インコムやリフレクター・インコムなどの有線式の誘導端末に応用され、擬似的ながらもオールレンジ攻撃が可能となるため、兵器として非常に有用性が高い。ただし、このシステムの操作にNTのような高度な空間認識能力は必要とされず、コンピューターのバックアップによってサイコミュ制御による遠隔誘導端末の挙動が再現されているに過ぎない。本来のサイコミュ程の大規模な情報のやりとりは不可能であり、アシストを併用しても2次元的な運動が限界であるとされている。
なお、映像作品中にはこの呼称は登場していない。また、劇中描写も通常のサイコミュと明確な区別はなかった。

### 一般兵用サイコミュ（インコム）
UC0088年頃、地球連邦軍で一部実用化されたシステム。NTとしての能力を持たない一般人にも存在する微弱な感応波を増幅する装置を搭載し、文字通り一般兵にもサイコミュ応用兵器の使用を可能にした。ただ、制御方法は有線に限られ、制御される端末の挙動もより単純な二次元運動に限定される。
オーガスタ研究所の開発機ガンダムMk-Vに搭載された後、同機をベースにしたネオ・ジオンの量産機ドーベン・ウルフにも採用され、火器管制装置や有線ビーム砲の操作に使用された。なお、無線誘導にはミノフスキー通信ではなくレーザー通信が使用されている。

### バイオセンサー
バイオセンサー・システムとも呼ばれ、準サイコミュ装置、簡易サイコミュ、サイコミュの廉価版として扱われる。
AE社によって開発される。機構が複雑な割にパイロットとのチューニングがデリケートで扱いにくいサイコミュに代わって開発されたシステムで、NT能力を持つと思われるパイロットに供与された機体であるΖガンダムやΖΖガンダムなどに秘密裏に組み込まれる。ジュピトリス製MSのジ・Oにもバイオセンサーが搭載されており、多数のスラスターとRCS（反動姿勢制御システム）を制御している。小説版『Ζガンダム』においてはハンブラビにもバイオセンサーが搭載されていると言われている。
バイオセンサーは役に立たないケースが多く、それならば高価なサイコミュを装備した方が良いという判断から、映画『機動戦士ガンダム 逆襲のシャア』の時点では第2世代MS・第3世代MSに組み込まれたのを最後に、制御機器としての技術の確立もおこなわれず、搭載されることがなくなってしまったとされる。しかし、映画『機動戦士ガンダムF91』の劇中で、ガンダムF91に、バイオセンサーが搭載されていることがシーブック・アノーにより明言されている。
機体のコントロールシステムの補助をおこなう機能を持つ。脳波制御により操縦系のサポートをおこない、機体の追従性を高めようというシステムで、NT能力の低いパイロットが搭乗した場合は、保護機構によりシステムは作動しないようになっている。サイコミュの廉価版であるため、人の精神波を捉えて増幅・放射する能力は低く、優れたNTの資質を持った人間でなければシステムの起動はできず、ビットやファンネルを用いたオールレンジ・アタックも使用できない。
システムが搭載された機体のパイロットが歴史上、最も高いNT能力をもつカミーユ・ビダンや優れたNT能力だけでなく今までのNTにない強いメンタリティを持ったジュドー・アーシタであったことから、ティターンズやネオ・ジオンのNT専用兵器との対戦で機体スペック以上の能力を発揮しているが、この機能はパイロットが意図して発動させた訳ではない。『機動戦士ガンダムUC』の原作小説や『機動戦士ガンダムNT』のシナリオを手掛けた福井晴敏は、バイオセンサーが発動したときの現れ方に、サイコフレームとの類似性を指摘している。
システムを完全に稼働させたのはΖガンダム搭乗時のカミーユ・ビダンただ一人で、それも精神崩壊させる程のテンションをかけなければならないとされる。システム稼働時は機体が紫色の光に包まれる。以下の複数の能力が確認できる。
1. ビーム兵器の強化。カミーユ・ビダンの搭乗したΖガンダムは、ビームサーベルを巨大化させ、ハンブラビを一刀両断している[34]。ΖΖガンダムの場合は、機体から発する紫の輝きがハイ・メガ・キャノンの砲口に集まり発射されたビームの威力は凄まじく、ΖΖガンダムの砲口やアンテナ部分まで損傷するほどで、バリアーを展開したキュベレイを押しやっている[35]。エネルギーが枯渇している状態では、急速にエネルギーが補充され、ジュドー・アーシタのΖΖガンダムは、ハイパー・ビーム・サーベルを起動できないほどエネルギーが枯渇していたにもかかわらず、システム起動後、機体に加速をかけつつサーベルを起動させ、半壊し装甲が剥がれ内部構造がむき出しの状態ではあったがサイコガンダムMk-IIを両断している[36]。
2. 推力の上昇。MA形態となったハンブラビに、システムを発動させたZガンダムは、MS形態のまま追い縋っている[34]。システムを発動させたΖΖガンダムはMS形態のまま、離脱しようとするサイコガンダムMk-IIの頭部に追いついている[36]。
3. バリアーの発生。ハンブラビのフェダイーン・ライフルのビーム砲撃を何度も弾き返している[34]。頭部だけになったサイコガンダムMk-IIを追い駆ける際、ΖΖガンダムはビームを弾き返している[36]。このバリアーは物体を弾き返す力があり、小説『機動戦士Zガンダム』では、ジ・Oの姿に父親のフランクリン・ビダンの面影を見て激昂したカミーユの意志に反応して、Ζガンダムが機体に沿って渦を巻いた紫の輝きに包まれ、突進してきたジ・Oに対してバリアーとして働き、跳ね飛ばしている[37]。ΖΖガンダムのコア・ファイターは、紫の光に包まれると、ハマーン・カーンのキュベレイを後方へ押し返している[35]。
4. 敵機の動きを止める。Zガンダムは、ジ・Oを金縛りにしている[38]。なお、これはジ・Oの制御系を、カミーユがバイオセンサーを通じてサイコミュ・ジャックした結果とする資料もある[39]。
5. 思惟の実体化。Zガンダムは、サラ・ザビアロフやカツ・コバヤシ、フォウ・ムラサメなどの思惟を実体化させ、その声はパプティマス・シロッコも聞いている。コア・ファイターは、カミーユ・ビダンだけでなく、エルピー・プル、ララァ・スン、フォウ・ムラサメ、カツ・コバヤシ、サラ・ザビアロフなどの思惟が仁王立ちする巨大なイメージをハマーン・カーンに見せている[35]。
6. 物体を引き寄せる。分離した状態でレバーを入れても動かなかったコア・ファイターは、コア・トップとコア・ベースへ紫の輝きを伸長させ、合体をおこなっている[35]。

#### 改良型バイオセンサー
ΖΖガンダムに搭載されたバイオセンサーは改良型で、このデバイスはΖガンダムに搭載されたバイオセンサーと呼ばれる簡易サイコミュの発展型であり、パイロットの思惟を機体制御に反映させることが可能となっている。本機のシステムは双方向通信機能を有する武装としてのサイコミュとは異なり、純粋に機体のコントロール・システムの補佐を行うデバイスとして機体管制に導入されている。通常のサイコミュは主にコクピット周辺に搭載されるが、本機のそれはコア・ブロックのメインプロセッサーを中心として機体各部に端末が分散配置されている。このシステムはサイコミュのコンパクト化・高密度実装化の点で有利であり、機体の追従性並びに運動性向上に対する効果は、フル・スペックのサイコミュと同等以上のレベルに達している。

### 一般人用サイコミュ
NTとしての能力を持たない一般人にも存在する微弱なスウェッセム受容を、増幅する事でニュータイプ相当に引き上げるもので、文字通り一般人にもサイコミュの使用を可能とするシステム。
アクシズで開発された準サイコミュの系譜にあたる。
宇宙世紀116年頃に運用されていたRFケンプファーへの搭載を皮切りに、同年代にホビー・作業用として民間へと払い下げられていたジムIIIを素体として、実戦に耐え得るように改造する為に110年代に闇ルートで改造用パーツ群として量産販売されていたジムIIIエウリュアレ改や、後のザンスカール帝国のコンティオなどに採用され、誘導端末の操作などに使われている。

## バリエーション

### サイコ・ニュートライザー
OVA『GUNDAM EVOLVE../9 MSZ-006 Z-GUNDAM』に登場する、パイロットの思考や動作をダイレクトに機体の挙動に反映する新機軸のサイコミュ思考操縦システム。開発はチャクラ研究所。本システムにあわせ、搭載機であるレッド・ゼータのコクピットはリニア・シートが変形して、操縦スティックやフットペダルが収納される構造となっている。更に敵機のサイコミュに干渉する能力も有しており、稼働時にはビーム・バリアが発生する現象もみられるなど既存のサイコミュにはない機能を有する反面、同調できるパイロットは限られる。

### サイコフレーム
劇場アニメ『機動戦士ガンダム 逆襲のシャア』が初出。サイコミュの機能をもつ金属粒子サイズのコンピューター・チップを鋳込んだMSの構造材。

### ナイトロ
ゲーム『機動戦士ガンダムUC』や漫画『機動戦士ガンダムU.C.0094 アクロス・ザ・スカイ』などに登場するガンダムデルタカイなどに搭載されているサイコミュシステム。NT的な素養の低いパイロットでも、搭乗すると同等の空間認識能力を得ることができる。このシステムの恩恵により、オールドタイプの一般兵でもガンダムデルタカイに搭載されたサイコミュ兵器（フィン・ファンネル）を操作できる。これは、パイロットを強制的に強化人間化することでシステム側に言わば強引に最適化しているためであり、ナイトロシステムが発動するごとに搭乗者の脳内を強制的に書き換えている。短期間でパイロットのNT的素養の覚醒を促すことも可能だが、パイロットの性格が非常に攻撃的で不安定なものに変化していく危険性も孕んだ、諸刃のシステムでもある。本システムは、初期のサイコミュ・システムの欠陥であった「感応波の逆流現象」を応用したものではないかと推測されている。この仮説が正しいとするなら、パイロットはナイトロ・システムの起動するたびに自身の感応波に晒され、結果的に催眠法による「強化処置」と同等の効果が生じていた可能性が高い。人格崩壊を含む精神面でのリスクはあるにせよ、薬物を伴わない分、禁断症状に苦しめられることはないという利点もある。なお、初期に開発された旧式のナイトロシステムでは、パイロットが燃え尽きる（廃人になる）という欠陥もみられる。本来はグリプス戦役期の0087年に、サイコガンダムをよどみなく動かすためにティターンズで作られたシステムである。使用時の特性として、機体各部の駆動部から青い炎のような光が噴き出すという外観上の性質がある。

### インテンション・オートマチック・システム
『機動戦士ガンダムUC』に登場するサイコミュ思考操縦システム。「UC計画」によって誕生したユニコーンガンダムやシナンジュに搭載されており、特にユニコーンガンダムの場合は、ニュータイプとの戦闘時に発動する特殊オペレーティングシステム「NT-Dシステム（ニュータイプ・デストロイヤー・システム）」によって移行する。これらの機体は全身の内部骨格にはパイロットの感応波に反応するサイコフレームが採用されている（フル・サイコフレーム）ため、パイロットの思考を機体にダイレクトに反応させるが、パイロット自身にも大きな負荷をかけてしまう。そのため、限界活動時間は5分が限度とされている。
パイロットへのG負荷を緩和するために、ユニコーンガンダムの専用パイロットスーツには「DDS（ドラッグ・デリバリー・システム）」と呼ばれる対G負荷用薬剤投与システムが搭載されており、パイロットに薬剤を投与することで体内の血液循環を活性化して、Gによる循環の停滞を抑える役割を持っている。このシステムによる機体とパイロットとの同期性の向上のために、専用のパイロットスーツのヘルメットには、内部フレームにサイコフレームが採用されており、またΖガンダムのパイロットのヘルメットにも搭載されているバイオセンサーシステムも組み込んでいる。このヘルメットの後頭部には「NT New type device」と記載され、専用の認識コードで管理されているとする資料もある。
思考操縦システムとしての用途以外にも、ユニコーン1号機はフルアーマー装備で多数の銃火器を用いた際、サイコミュと連動した本システムがパイロットによる目標の探知と呼応し、ある程度は自動で照準を合わせ、更に1号機のサイコフレームの発光が緑に変化したのちは、シールドに内装するサイコフレームが独自の推進力を発生させ、インテンション・オートマチック・システムと連動してビットのように挙動したという事例もある。「袖付き」の巨大MAネオ・ジオングは、本システムを搭載するシナンジュをコア・ユニットとして中枢に据えることで、ネオ・ジオングが備える多数かつ大型のサイコミュ兵器の運用を、単独のパイロットによる操縦で実現している。

### ネオ・サイコミュ・システム
劇場アニメ『機動戦士ガンダムF91』に登場するMAラフレシアに搭載された、思考操縦システム。制御系にバイオ・コンピューターを使用している。非人型の機動兵器 (MA) の機動からオールレンジ攻撃端末であるテンタクラー・ロッド125基を含む豊富な武装を用いた攻撃行動に至るまですべての機体制御を思考のみで可能とする。このためラフレシアのコックピットはリニアシートや操縦桿さえ有していない。無論、ラフレシアのこのような制御は常人には不可能であり、機械的な強化を施されたカロッゾ・ロナと機体を光ファイバーで接続することで実現している。
また、アナハイム・エレクトロニクスが開発したネオガンダム試作1号機にも、クロスボーン・バンガードから提供を受けたネオ・サイコミュ・システムが搭載されている（ただし、アナハイム・エレクトロニクスにとってはブラックボックス技術となっている）。本機のパイロットはパイロットスーツ頭部に電極のような機器を装着し、機体と接続をおこなう。

## サイコミュ兵器

### 遠隔誘導端末
リンク先を参照。
- ビット
- ファンネル
- フィン・ファンネル
- ファンネル・ミサイル
- インコム

### サイコ・ジャマー
『機動戦士ガンダムUC』に登場するローゼン・ズールが搭載する対感応波兵器（アンチ・サイコミュ・システム）。敵機のサイコミュを妨害する。

### サイコミュ・ジャック
サイコミュ搭載機同士の戦闘において、相手のサイコミュを封じる、あるいは乗っ取って意のままに操る機能および現象。ファンネルなど無線攻撃端末のミノフスキー通信は暗号化されるが、サイコミュの処理能力などによっては突破可能となっている。
OVA『GUNDAM EVOLVE』では、宇宙世紀0087-0088年のグリプス戦役においてレッド・ゼータ（サイコ・ニュートライザー搭載機）に搭乗するユウリ・アジッサが、ゲミヌスの腕（無線攻撃端末）をサイコミュ・ジャックした後に、ゲミヌスの頭部を破壊している。
『機動戦士ガンダムUC』が描く、宇宙世紀0096年にロールアウトしたユニコーンガンダムのNT-D（デストロイモード）にも装備されている機能であり、こちらはフル・サイコフレームを援用した高い演算能力により暗号化されたミノフスキー通信を突破することで、操ることも可能とされる。ユニコーンガンダム各機はこのサイコミュ・ジャック機能を効果的におこなうため、デストロイモードでは頭頂部アンテナをV字に展開する。劇中ではパラオ攻防戦の際に、デストロイモードの同機がクシャトリヤのファンネルを乗っ取って攻撃に転用しており、その様子を見ていたフル・フロンタルは「敵のサイコミュを支配する力」と表現している。小説版『UC』では他にも、複座式のシャンブロにおいて、サイコミュ制御を専任していたロニ・ガーベイがコックピット内部のいさかいによって死亡すると同時に、シャンブロを守る「堅い圧」が消え失せたために、バナージがリフレクター・ビットをジャックしている。なお、アニメ版『UC』はシャンブロのパイロットがロニ単独に変更されており、リフレクター・ビットの制御も最後まで彼女が掌握している。また、WALL-G特別映像『機動戦士ガンダムUC ペルフェクティビリティ』において、ユニコーンガンダム ペルフェクティビリティがネオ・ジオングのファンネル・ビットによってアームド・アーマーDEをジャックされ、シールドごと自爆に追い込まれていることから、彼我の能力差によっては、ユニコーンガンダム側がジャックされるということも描かれている。
劇場アニメ『機動戦士ガンダムNT』では、0097年にナラティブガンダム B装備がIIネオ・ジオング（となるハル・ユニット）をサイコミュ・ジャックにより起動させて乗っ取っている。このとき、ナラティブガンダムは特殊管制システムNT-Dをパイロットの意思とは関係なく発動しているのは、パイロットであるヨナ・バシュタがリタ・ベルナルとの接触により、サイコフレームを介してNTの素養が一時的に開花していた可能性がある。
また、Ζガンダム（バイオセンサー搭載）がジ・Oの操作を封じたのもサイコミュ・ジャックによるものとする資料もある。
なお、名称そのものの初出は小説版『機動戦士ガンダムUC』。ローゼン・ズールのサイコ・ジャマーによってユニコーンガンダムのデストロイモードが解除され自由を奪われたことを、アーロン・テルジェフが「まるでサイコミュをジャックされてるみたいだ」と表現した際にミネバ・ザビが発した言葉による。

### サイコ・キャプチャー
劇場アニメ『機動戦士ガンダムNT』に登場するナラティブガンダム A装備に搭載される、フェネクス捕獲用の複合特殊兵装。
三叉のクローを備えた2つのアームを向かい合わせ、先端の爪部分が開いて形作られる八面体の「キャプチャー・フィールド」により、サイコミュ兵器を捕らえて起動不可能にする。また、フェネクスの放つサイコ・フィールドを相殺する性能を発揮している。
ナラティブガンダム B装備のインコムは、NT-D発動時のオプションとして、自動的に有線設備を外してファンネルとなりサイコ・キャプチャーを形成する。劇中では、二基のインコムがコロニー「メーティス」内で対象を執拗に追撃し、キャプチャー・フィールドで捕らえることでフェネクスの機能を完全に停止させている。
初期設定ではサイコ・ジャマーと同一視されており、設定画では「サイコ・ジャマー」と書かれている。

### サイコミュ・センサー
ザンネックに搭載された、鈴を媒介とした特殊センサー（サイコミュ）。あらゆるセンサーが無効化されるミノフスキー粒子散布環境下において、長距離探知を可能としている。ザンネックはこのセンサーにより衛星軌道から地表までを攻撃できるほどの超長距離砲撃能力を獲得している。

### エンジェル・ハイロゥ
サイコミュを利用した脳波干渉型巨大兵器。

## サイコミュ施設

### ニュータイプ感応波遮断施設
漫画『機動戦士クロスボーン・ガンダム 鋼鉄の7人』に登場。NT感応波を外界に遮断できる施設または設備。

## 他のガンダムシリーズでのサイコミュ及び類似システム
正史以外の宇宙世紀作品や、宇宙世紀以外の世界観に属する作品（いわゆるオルタナティブシリーズ）に登場する、サイコミュまたは類似のシステム。

### 機動新世紀ガンダムX
『機動新世紀ガンダムX』の舞台となるアフター・ウォーの世界では、「サイコミュ・ダクト」と呼ばれる装置が登場し、また、月面基地に配備された「DOMEビット」もDOMEによる精神感応（サイコミュ）によってコントロールされている。ただし、アフター・ウォーにおいてこれらサイコミュと呼称される技術が宇宙世紀のものと同様であるかは定かではない。

#### サイコミュ・ダクト
第7次宇宙戦争当時に、宇宙革命軍が開発したMA パトゥーリアのコントロール・システム。本体装置中央のカプセルに生体コアとして組み込まれたニュータイプもしくは人工ニュータイプのサイコミュによって機体制御させるよう機能するが、組み込んだ人物の意思を蝕み、精神崩壊させてしまう不完全な非人道的システムでもある。
フォートセバーン市の市長で元旧宇宙革命軍の科学者だったノモア・ロングが、地球人類への復讐のために修復したパトゥーリアを制御させる目的でカリス・ノーティラスを本システムに生体コアとして組み込み、彼に戦闘を強要させ、フォートセバーン市を火の海に変貌させるほどパトゥーリアに猛威を振るわせたが、パトゥーリアに突撃したガンダムXディバイダーにカリスが組み込まれたカプセルを奪還されたことで機能停止し、パトゥーリアも地上に落下する。

### ∀ガンダム
宇宙世紀から遥か遠い未来である『∀ガンダム』の舞台となる正暦の時代では、技術設定としてのサイコミュの扱いについて触れる場面は見られないが、黒歴史時代のMSであるターンXにサイコミュ的な技術が扱われていることを示唆する発言がある。
福井晴敏による小説版では、宇宙世紀以降のさらに進化したサイコミュの姿に言及している。特殊能力を必要とせずに誰もが使用可能となったサイコミュは、それまでのような兵器コントロールシステムだけの限定的な利用にとどまらず、ヒトの意思を機械ないしはネットワークで直結されたヒト同士に伝達できるダイレクト・インター・フェイスとして、各分野に急激な浸透をみせたという。これと同時に台頭をみせたナノマシンテクノロジーの発展や使用拡大とも相俟って、ヒトと機械、またはヒトという存在にまつわるさまざまな分野に多大なるパラダイムシフトを及ぼした。もっとも、それこそが人類そのものを自滅へ急がせた要因のひとつであるとしている。

### 機動戦士ガンダムSEED
『機動戦士ガンダムSEED』と続編の『機動戦士ガンダムSEED DESTINY』では、ビットやファンネルのような無線砲台のドラグーン・システムが登場する。

### 機動戦士Gundam GQuuuuuuX
宇宙世紀における架空戦記である『機動戦士Gundam GQuuuuuuX』の世界では、正史の同時代と比較してより発達したサイコミュ技術が登場している。また、ファーストガンダムに近い「向こう側の世界」にてエルメスに搭載されたサイコミュは、ガンダムによるシャア・アズナブルの死亡を目撃して絶望したララァ・スンが彼の死なない並行世界を望んでいくつも作り出す（『GQuuuuuuX』の世界もその1つ）ことに関わったとされている。

#### ゼロ・サイコミュ
シャリア・ブルが搭乗したモビルアーマー「キケロガ」に搭載されたサイコミュシステム。キケロガはファーストガンダムにおけるブラウ・ブロに相当する機体であるが、全高・本体重量はその半分程度となっており、この時点ですでにシステムの小型化に成功していることがうかがえる。

#### アルファ・サイコミュ
シャアによって奪取されたガンダムに、ジオン公国軍が追加搭載したサイコミュシステム。本来の設計に無い後付けの装置でありながら、18メートルクラスかつ敵製の機体に外観を損なうことなく収められていることから、制御部分はかなり小型であると推測される。

#### オメガ・サイコミュ
宇宙世紀0085年におけるジオン製新型ガンダム「ジークアクス」に搭載されたサイコミュシステム。発動にはニュータイプとは異なる特別な素養が求められると思われる一方、完全に脳波のみでの機体操縦が可能となっており、機体サイズも18メートルクラスのままである。